# Delirium (альбом Lacuna Coil)
«Delirium» — восьмий студійний альбом італійського готичного альт-метал-гурту Lacuna Coil. Реліз відбувся 27 травня 2016 року.

## Список композицій
Автор музики і слів Lacuna Coil. 
| #     | Назва                           | Тривалість |
| ----- | ------------------------------- | ---------- |
| 1.    | «The House of Shame»            | 5:17       |
| 2.    | «Broken Things»                 | 3:59       |
| 3.    | «Delirium»                      | 3:16       |
| 4.    | «Blood, Tears, Dust»            | 3:55       |
| 5.    | «Downfall»                      | 4:21       |
| 6.    | «Take Me Home»                  | 3:45       |
| 7.    | «You Love Me 'Cause I Hate You» | 3:49       |
| 8.    | «Ghost in the Mist»             | 4:14       |
| 9.    | «My Demons»                     | 3:56       |
| 10.   | «Claustrophobia»                | 4:08       |
| 11.   | «Ultima Ratio»                  | 4:08       |
| 44:38 |                                 |            |

| Діджіпак видання (бонусні треки) | Діджіпак видання (бонусні треки)      | Діджіпак видання (бонусні треки) |
| #                                | Назва                                 | Тривалість                       |
| -------------------------------- | ------------------------------------- | -------------------------------- |
| 12.                              | «Live to Tell» (кавер-версія Мадонни) | 5:29                             |
| 13.                              | «Breakdown»                           | 3:17                             |
| 14.                              | «Bleed the Pain»                      | 3:47                             |
| 57:11                            |                                       |                                  |

## Чарти
| Чарт (2016)                                  | Місце |
| -------------------------------------------- | ----- |
| Австралія Australian Albums (ARIA)           | 19    |
| Австрія Ö3 Austria Top 40                    | 40    |
| Бельгія Flanders Albums                      | 29    |
| Бельгія Wallonia Albums                      | 49    |
| Нідерланди Dutch Albums (MegaCharts)         | 94    |
| Франція French Albums Chart                  | 85    |
| Німеччина German Albums Chart                | 33    |
| Італія Italian Albums (FIMI)                 | 11    |
| Італія Italian Vinyl Records (FIMI)          | 1     |
| Японія Japanese Albums Chart (Oricon)        | 143   |
| Швейцарія Swiss Albums (Schweizer Hitparade) | 30    |
| Велика Британія UK Albums Chart              | 42    |
| США Billboard 200                            | 33    |
| США Hard Rock Albums (Billboard)             | 2     |
| США Top Rock Albums (Billboard)              | 4     |

## Учасники запису
Lacuna Coil
- Андреа Ферро — чоловічий вокал
- Крістіна Скаббіа — жіночий вокал
- Марко Коті Зелаті — бас-гітара, клавішні, гітари, синтезатор
- Раян Блейк Фолден — барабани, ударні